# Panhard & Levassor Type Q
Der Panhard & Levassor Type Q ist ein frühes Pkw-Modell. Hersteller war Panhard & Levassor in Frankreich.

## Beschreibung
Die Fahrzeuge haben einen von Arthur Constantin Krebs entwickelten Ottomotor. In den Motorcodes „Z4O“ und „ZZ4O“ steht das „Z“ für diesen „Centaure allégé“ genannten Motor und die „4“ für die Anzahl der Zylinder.
Der Vierzylinder-Reihenmotor hat einzeln gegossene Zylinder. 145 mm Bohrung und 160 mm Hub ergeben 10.568 cm³ Hubraum. Er wurde auch 50 CV genannt. Im letzten Jahr änderte sich der Motorcode. Die Leistung des Frontmotors wird über ein Vierganggetriebe und Ketten an die Hinterachse übertragen. Der Motor leistet 63 PS.
Der Radstand beträgt 362 cm. In den USA steht ein erhaltener Doppelphaeton. Außerdem ist ein zweisitziger Rennwagen bekannt, der 270 cm Radstand hat.
Die Produktion lief von Januar 1905 bis Juli 1910. In den einzelnen Kalenderjahren wurden 50, 30, 19, 5, 4 und 1 Fahrzeug hergestellt. Zusammen sind das 109 Stück, von denen 39 exportiert wurden.